# 科爾伯特山脈
70°35′S 70°35′W / 70.583°S 70.583°W
科爾伯特山脈（英語：Colbert Mountains）是南極洲的山脈，位於亞歷山大一世島中西岸，最高點海拔高度1,500米，在1935年11月23日由美國的探險家發現和拍攝空中照片。